# UC 57
UC 57 war ein U-Boot der Kaiserlichen Marine, das im November 1917 auf dem Rückweg von einem Sondereinsatz für den Nachrichtendienst des Admiralstabs (Marinenachrichtendienst) verschollen blieb.

## Geschichte
UC 57 wurde auf der Kaiserlichen Werft in Danzig unter der Baunummer 39 gebaut. Das Boot lief am 7. September 1916 vom Stapel und kam am 22. Januar 1917 in Dienst.
Im November 1917 führte das Boot unter Kapitänleutnant Friedrich Wißmann ein nachrichtendienstliches Unternehmen nach Finnland durch, das vom Nachrichtendienst des Admiralstabs geleitet wurde. Für die bürgerliche finnische Aufstandsbewegung (Finnischer Bürgerkrieg) wurden auf Initiative der Sektion Politik des Großen Generalstabs auf dem Seeweg Waffen nach Finnland geliefert. Bereits im Oktober hatte der Dampfer Equity unter Oberleutnant zur See Gustav Pezold eine größere Waffenladung in finnische Gewässer geliefert. UC 57 transportierte vier Tonnen Sprengstoff und acht Soldaten des Königlich Preußischen Jägerbataillons 27.
Das Boot lief am 12. November 1917 aus Danzig aus und traf am 17. November in Finnland ein. Seit dem Antritt der Rückfahrt am 18. November 1917 fehlt von dem Boot jede Spur. Als angenommene Verluststelle wurde die Position 59° N 23° O festgelegt; offensichtlich handelt es sich hierbei um den Ablaufpunkt in Finnland, an dem es zum letzten Mal gesichtet wurde. Vermutlich geriet es in eine russische Minensperre. Nach 1918, genaue Angaben sind zurzeit nicht bekannt, wurden die Leichen von drei Besatzungsmitgliedern an der estnischen Küste angeschwemmt.

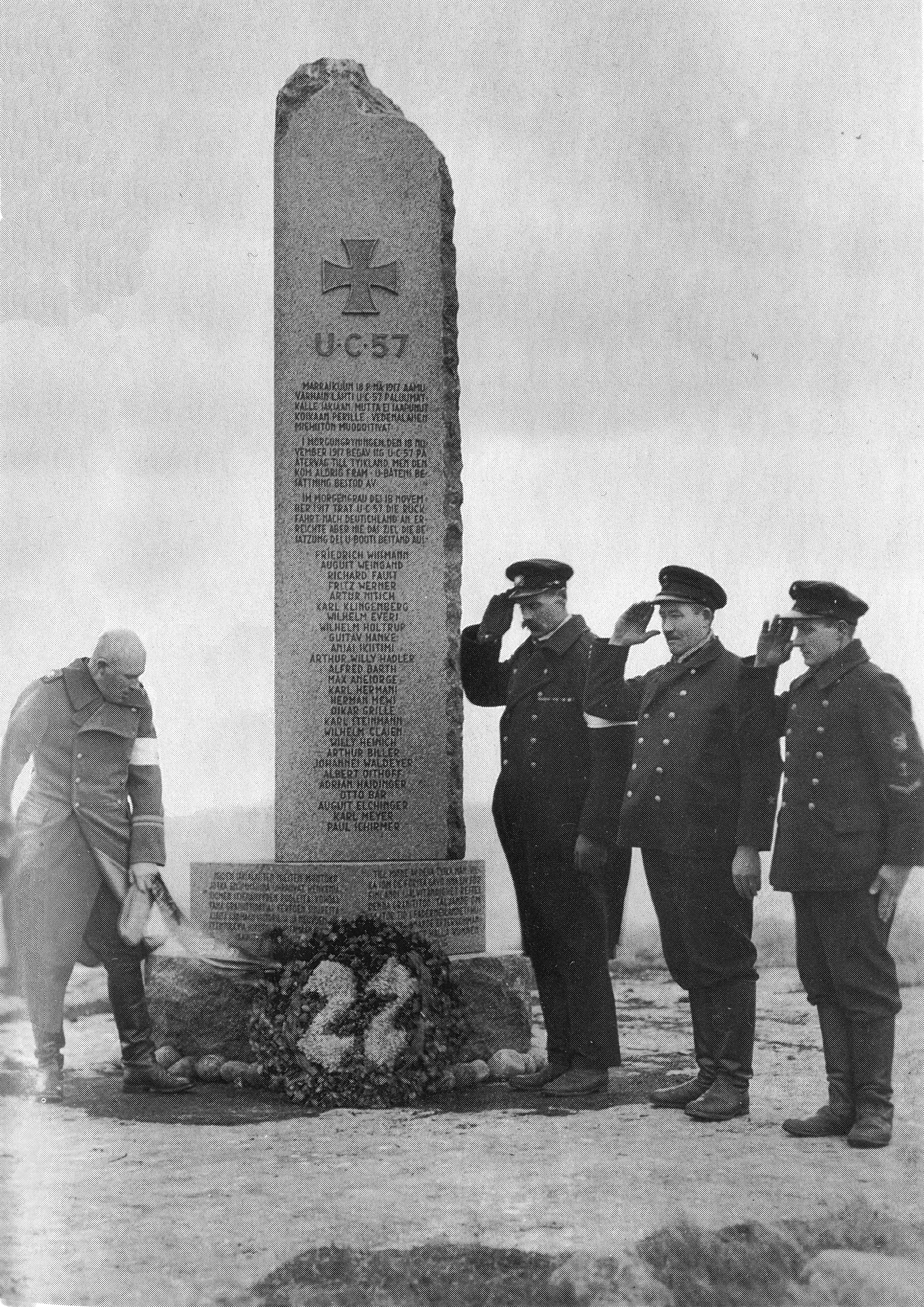
Denkmal auf der Insel Hamnskär

1934 wurde auf der Insel Hamnskär, auf der das Boot seinerzeit seine Ladung löschte und die Jäger an Land setzte, von finnischer Seite ein Denkmal für das Boot und seine Besatzung errichtet.